# Йоанис Андонопулос (физик)
Вижте пояснителната страница за други личности с името Йоанис Андонопулос.
Йоанис Андонопулос (на гръцки: Ιωάννης Αντωνόπουλος) е гръцки физик, ректор на Солунския университет.

## Биография
Роден е през юли 1939 година в леринската паланка Суровичево, на гръцки Аминдео, Гърция. Преподава в Солунския университет и е председател на катедрата по физика, заместник-ректор по икономическо планиране и проекти и накрая ректор на университета. Бил е специален секретар за висшето образование в Министерството на образованието и науката и съветник на кмета на Солун, член на Гръцкия олимпийски комитет и Гръцкия национален комитет на ЮНЕСКО. Автор е на много научни трудове, както и на книгата „Не можеш да направиш омлет, без да счупиш яйца“.
Загива блъснат от автомобил на тротоар в Солун на 30 октомври 2011 година.